# Jim Croce
James Joseph Croce (Filadelfia, 10 gennaio 1943 – Natchitoches, 20 settembre 1973) è stato un cantautore statunitense, specializzatosi nel genere folk rock. 
I suoi singoli Bad, Bad Leroy Brown  e poi Time in a Bottle (disco d'oro) nel 1973 sono stati in vetta alla classifica Billboard Hot 100 per due settimane, anche in Canada.

## Biografia
Nacque durante la seconda guerra mondiale a Filadelfia, nel quartiere di South Philadelphia popolato soprattutto da italoamericani, comunità di cui lui faceva parte, essendo nato da James Albert Croce e Flora Mary Babusci, di origini italiane. Ebbe un precoce interesse per la musica e a 5 anni imparò a suonare con la fisarmonica il brano Lady of Spain. Studiò alla Upper Darby High School di Drexel Hill, dove si diplomò nel 1960; l'anno successivo frequentò la Malvern Preparatory School, prima di entrare alla Villanova University.
All'età di 18 anni, mentre frequentava l'università, imparò a suonare la chitarra e si unì a un gruppo studentesco di canto a cappella, gli Spires (di cui fecero parte anche Tommy West e Tim Hauser dei Manhattan Transfer). Il gruppo si esibiva anche fuori dell'istituto con il nome di "The Coventry Lads".
Svolse diversi lavori, studiò anche da disc jockey alla WXVU, la radio privata del college, e cominciò a esibirsi nel circuito dei caffè di New York. Con una delle band dell'università fu invitato ad esibirsi, in scambi culturali, in Africa e Medio Oriente. Ebbe a dire di quell'esperienza che «naturalmente laggiù non parlavano inglese, ma quando ciò che canti lo senti, la gente comprende.» In questo periodo conobbe sua moglie, Ingrid Jacobson.

### Gli inizi
Nel 1966 uscì il suo primo disco, Facets, stampato in 500 copie e finanziato da un dono di nozze di 500 dollari dei suoi genitori, che glieli diedero a condizione che registrasse un disco; la speranza dei genitori era che, con l'atteso fallimento artistico, Jim si quietasse e ricominciasse a cercare di prepararsi per una professione rispettabile. In realtà tutte le 500 copie furono vendute.
Nella seconda metà degli anni sessanta cominciò ad esibirsi in duo insieme alla moglie con un repertorio inizialmente composto di brani di Ian & Sylvia, Gordon Lightfoot, Joan Baez e Woody Guthrie, cui nel tempo aggiunsero canzoni scritte da loro; in questo periodo ebbero un lungo ingaggio al The Riddle Paddock, un locale di Lima (Pennsylvania) in cui suonavano dal blues al country, dal rock and roll al folk.
Nel 1968 il produttore Tommy West li convinse a trasferirsi a New York, dove risiedettero a Kingsbridge (nel Bronx); qui incisero il loro primo album per la Capitol Records, Jim & Ingrid Croce.
Nei due anni successivi percorsero circa 300 mila miglia per promuoverlo in piccoli club e in concerti universitari. Disillusi dallo show business, tornarono alle campagne della Pennsylvania, dove vendettero tutte le chitarre, tranne una, e per pagare i debiti, Jim prese a lavorare come camionista e nel settore dell'edilizia; continuavano a scrivere canzoni, anzi queste esperienze fornirono materiale per brani come Big Wheels e Workin' at the Car Wash Blues; naturalmente, non fu meno autobiografico New York's Not My Home.
Tornati dunque a Filadelfia, Jim trovò un impiego alla radio WHAT, che trasmetteva rhythm and blues in onde medie; qui Croce realizzava spot pubblicitari in genere soul. Dopo un po' lasciò l'impiego per impartire lezioni di chitarra, indi si arruolò volontario nella United States Army.

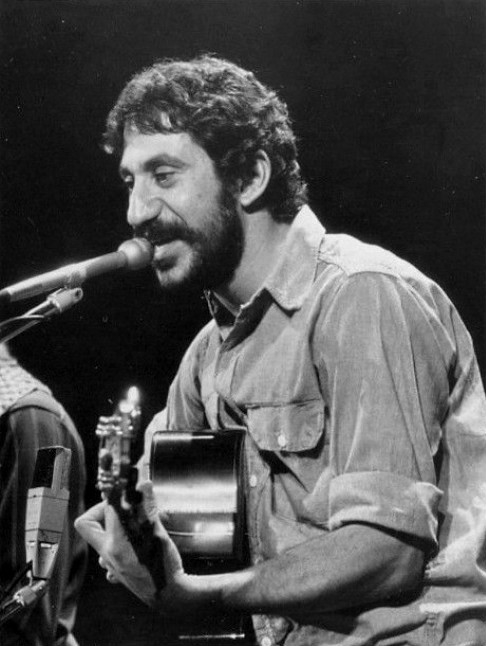
Jim Croce nel 1973

Nel 1970 il produttore Joe Salviuolo (anche detto Sal Joseph) gli presentò Maury Muehleisen, pianista, chitarrista e cantautore proveniente da Trenton, New Jersey. Salviuolo era un compagno di studi di Jim alla Villanova University, fece in modo da far suonare Croce e Muehleisen in duo, e come tali li presentò alla produzione che Tommy West aveva avviato a New York insieme a Terry Cashman; dapprima il solista era Muehleisen e Croce la spalla, poi i ruoli si invertirono.

### Il successo
Nel 1972 Croce firmò un contratto con la ABC Records per la realizzazione di tre album, due dei quali, You Don't Mess Around with Jim e Life and Times, furono realizzati di lì a poco.
Le ballate melodiche contenute in You Don't Mess Around with Jim, come Operator e Photographs and Memories, diedero all'album immediato successo, ma un successo ancora più robusto arrivò nel 1973 con Life & Times e il suo pezzo forse più famoso: Bad bad Leroy Brown, storia di un bulletto di quartiere. Il pezzo raggiunse assai presto la vetta delle classifiche e la strada del successo pareva in discesa.

### La morte
Il 20 settembre di quello stesso anno Jim Croce morì in un incidente aereo assieme all'amico Maury, a bordo di un Beechcraft E18S in fase di decollo per un volo charter dall'aeroporto di Natchitoches, in Louisiana. Le indagini appurarono che il velivolo non aveva preso abbastanza quota e andò a schiantarsi contro un albero di pecan, l'unico albero per centinaia di iarde intorno alla pista.
Il giorno stesso uscivano I Got a Name, registrato durante l'estate, che divenne disco d'oro, e la raccolta Photographs and Memories. Questa circostanza ha suggerito analogie con la morte avvenuta di Otis Redding nel 1967, il quale aveva appena registrato il suo brano più celebre, (Sittin' on) the Dock of the Bay, prima di perdere la vita in un disastro aereo.

## Il retaggio
Moltissime sono state le operazioni discografiche intraprese dopo la morte di Jim Croce, per cui non è possibile stilare una sua discografia completa.
Jim Croce resta uno degli ultimi menestrelli vagabondi che, come Woody Guthrie prima di lui, racconta storie di gente e di emozioni e sa dividersi tra una melodica vena di malinconia e il vecchio sogno americano.
Oggi Jim Croce è una "icona" del panorama musicale proveniente dagli States e vanta una lunga schiera di affezionati estimatori.
Gino Vannelli gli ha dedicato un tributo con il brano intitolato Poor Happy Jimmy, contenuto nel suo album del 1974 Powerful People.

## Discografia
- 1966 - Facets (Croce (autoprodotto), 101)
- 1969 - Croce (Capitol Records, ST-315) a nome Jim & Ingrid Croce, ripubblicato nel 1973 dalla Pickwick Records (SPC-3332) con il titolo di Another Day, Another Town
- 1972 - You Don't Mess Around with Jim (ABC Records, ABCX 756)
- 1973 - Life and Times (ABC Records, ABCX-769)
- 1973 - I Got a Name (ABC Records, ABCX-797)

Compilation postume
- 1974 - Photographs and Memories: His Greatest Hits (ABC Records, ABCD-835)
- 1975 - The Faces I've Been (Lifesong Records, LS 900)
- 1975 - Greatest Hits (RCA Records,  )
- 1976 - Time in a Bottle: Jim Croce's Greatest Love Songs (Lifesong Records, LS 6007)
- 1978 - Bad, Bad Leroy Brown: Jim Croce's Greatest Character Songs (Lifesong Records, JZ 35571)
- 1985 - Down the Highway (21 Records, 90469)
- 1989 - Jim Croce Live: The Final Tour (Saja Records, 91326-2)

## Nel cinema
La canzone "Time in a bottle" è stata utilizzata nel film "X-Men: Days of Future Past" come tappeto sonoro nella scena in cui Quicksilver salva Magneto, Wolverine e Professor X da una sparatoria, durante il tentativo di evasione di Magneto stesso. L'utilizzo nella scena dello slow motion durante l'azione di Quicksilver ad alta velocità combinato alla canzone di Jim Croce, ne enfatizza ritmica e significato; è stata altresì utilizzata nel film "Fast & Furious: Hobbs & Shaw" come tappeto sonoro nella scena di apertura del film.
La canzone "I got a name" è stata utilizzata come tappeto sonoro nei film "Django unchained" nelle scene di cavalcata nella neve di Django e il Dr Shultz; in "Logan - The Wolverine" e nel film Disney 
"Invincible" come tema d'apertura.
Nel film “Nonno Scatenato”, “Time In A Bottle” viene usata durante la scena del funerale della nonna del protagonista.

Ultima ma non per importanza, la canzone "You don't mess around with Jim" è stata utilizzata in ben due occasioni diverse come tappeto sonoro nella serie TV Netflix "Stranger Things": durante l'episodio 3 della seconda stagione, in cui vediamo l'attore David Harbour (nei panni di Jim Hopper) che balla con l'attrice Millie Bobby Brown (nei panni di undici) nella vecchia baita nel bosco e durante l'episodio 2 della stagione 3 in cui Jim la ascolta alla radio e la canticchia, durante un giro di commissioni in macchina nella città immaginaria di Hawkins.